# Ткачёв, Семён Иванович
Семён Иванович Ткачёв — бригадир монтажников Кузнецовского домостроительного комбината Главленинградстроя при исполкоме Ленинградского городского Совета депутатов трудящихся, Герой Социалистического Труда (1965).

## Биография
Родился 12 февраля 1921 года в семье крестьянина в деревне Первая Бель ныне Марёвского района Новгородской области. С 1936 года — ученик кондитера на Маловишерском хлебокомбинате.
В 1939 году  работал слесарем в депо Октябрьской железной дороги в Ленинграде. В 1940 году поступил на службу в Военно-морской флот. Во время Великой Отечественной войны воевал на Балтийском флоте, получил два ранения. Покинув ВМФ в 1946 году, работал подручным на Токмакском хлебокомбинате в городе Токмак Фрунзенской области Киргизской ССР в течение двух лет.
В 1948 году устроился плотником на домостроительный комбинат № 4 в Ленинграде. В 1949 году освоил специальность монтажника. В 1955 году был назначен начальником бригады монтажников Кузнецовского домостроительного комбината. В 1958 году вступил в КПСС. В 1959 году члены его бригады, состоящей из 50 человек, предложили собирать корпус дома двумя подъемными кранами одновременно, и благодаря этому производительность труда возросла на 25%.

В то время во всей стране происходили сильные изменения в сфере жилищного строительства, ускорился процесс индустриализации. Ткачёв и его бригада способствовали трансформации строительных площадок в места сборки заранее подготовленных на заводе деталей.В 1965 г. Семён Иванович был награждён Орденом Ленина и золотой медалью «Серп и Молот» с присвоением звания Героя Социалистического Труда за успехи в выполнении плана жилищного строительства в Ленинграде. За весь период нахождения на посту бригадира принял участие в сооружении более 200 блочных и панельных домов. В 1975 году его бригада завершила монтаж миллионного квадратного метра жилья, а Ткачев стал вторым в Ленинграде бригадиром-миллионером.